# Windsor (Colorado)
Pour les articles homonymes, voir Windsor.
Windsor est une ville américaine située dans les comtés de Larimer et de Weld dans le Colorado.
La ville, d'abord appelée New Liberty et New Windsor, doit son nom au révérend A. S. Windsor.

## Démographie
| 1890 | 1900 | 1910 | 1920  | 1930  | 1940  |
| ---- | ---- | ---- | ----- | ----- | ----- |
| 173  | 305  | 935  | 1 290 | 1 852 | 1 811 |

| 1950  | 1960  | 1970  | 1980  | 1990  | 2000  |
| ----- | ----- | ----- | ----- | ----- | ----- |
| 1 548 | 1 509 | 1 564 | 4 277 | 5 062 | 9 896 |

| 2010   | - | - | - | - | - |
| ------ | - | - | - | - | - |
| 18 644 | - | - | - | - | - |

Selon le recensement de 2010, Windsor compte 18 644 habitants, résidant principalement dans le comté de Weld (14 070 habitants). La municipalité s'étend sur 24,76 milles carrés (64,13 km2), dont seulement 5,72 milles carrés (14,81 km2) dans le comté de Larimer.